# La Dérive (film, 1995)
Pour les articles homonymes, voir La Dérive et Pandora.
Pour plus de détails, voir Fiche technique et Distribution.
La Dérive (Pandora) est un film dramatique franco-portugais réalisé par António da Cunha Telles et sorti en 1995.

## Fiche technique
- Titre français : La Dérive[1]
- Titre original portugais : Pandora
- Réalisation : António da Cunha Telles
- Scénario : Leopoldo Serran, Gisela da Conceição, António da Cunha Telles
- Photographie : Acácio de Almeida
- Montage : António da Cunha Telles
- Musique : Philippe Servain
- Décors : Luís Monteiro
- Production : António da Cunha Telles, Maria João Mayer
- Société de production : C.T.N. Productions, Companhia de Filmes do Principe Real, Fundação Calouste Gulbenkian
- Pays de production :  Portugal -  France
- Langues originales : portugais, français
- Format : Couleurs par Eastmancolor - 1,66:1 - Son mono - 35 mm
- Durée : 110 minutes
- Genre : Drame
- Dates de sortie :
  - Brésil : 1995 (festival du film de Gramado)
  - Portugal : 2 février 1996

## Distribution
- Philippe Léotard : Raúl
- Fanny Cottençon : Elsa
- Inês de Medeiros : Teresa
- Alexandre de Sousa : Pedro
- João Grosso (pt) : Jorge
- Pedro Hestnes : Martin
- António Victorino de Almeida (pt) : le pianiste
- Priscila : Inês
- Katia Melo : la fille des Açores
- João Franco : l'homme ivre
- Jean-Louis Airola : l'homme agressif
- Rui Simões : Klaus
- Fátima Veiga : le pilier de bar
- Ana Louro : le docteur